# 和田山インターチェンジ
和田山インターチェンジ（わだやまインターチェンジ）は、兵庫県朝来市にある北近畿豊岡自動車道・播但連絡道路のインターチェンジである。
北近畿豊岡自動車道との接続のためにジャンクション機能を併せ持つように拡張され、2006年7月22日に、北近畿豊岡自動車道の氷上IC - 和田山IC/JCT間開通に伴い和田山ジャンクション（わだやまジャンクション）を兼ねるようになった。

## 道路
- E72 北近畿豊岡自動車道
- E95 播但連絡道路 (17番)

## 接続する道路
- 国道312号
- 国道9号（間接接続）

## 歴史
- 2000年5月27日 : 播但連絡道路 生野北ランプ-和田山IC間開通に伴い和田山IC供用開始
- 2006年4月 : 和田山料金所移転
- 2006年7月22日 : 北近畿豊岡自動車道 氷上IC-和田山IC/JCT間開通に伴い和田山JCT供用開始
- 2012年11月24日 : 北近畿豊岡自動車道 和田山IC/JCT-八鹿氷ノ山IC間開通

## 周辺
- 竹田城跡
- 山城の郷
- 立雲峡
- 楽音寺

## バス停留所
出入口ランプに高速道路用のバス停留所が設けられている。

### 停車する路線
- 全但バス
  - 大阪（梅田・新大阪） - 城崎温泉
  - 神戸（三宮） - 城崎温泉
  - 大阪（梅田・新大阪） - 湯村温泉
  - 神戸（三宮） - 湯村温泉
  - 京都 - 城崎温泉
  - LimonBus 城崎－東京線（隔日運行）

## 隣
E72 北近畿豊岡自動車道
山東IC - 山東PA - 和田山IC/JCT - 養父IC
E95 播但連絡道路
(16) 朝来IC - 和田山TB - 和田山PA（南行き） - (17) 和田山IC/JCT